# 別里貝蜥屬
別里貝蜥屬（學名：Belebay）是種已滅絕副爬行動物，是波羅蜥科的一屬，生存於二疊紀早中期的法國、俄羅斯與中國。生存年代最早是二疊紀最早期（阿舍爾階），最晚是二疊紀中期。